# Lijst van county's in Utah
De Amerikaanse staat Utah is onderverdeeld in 29 county's.

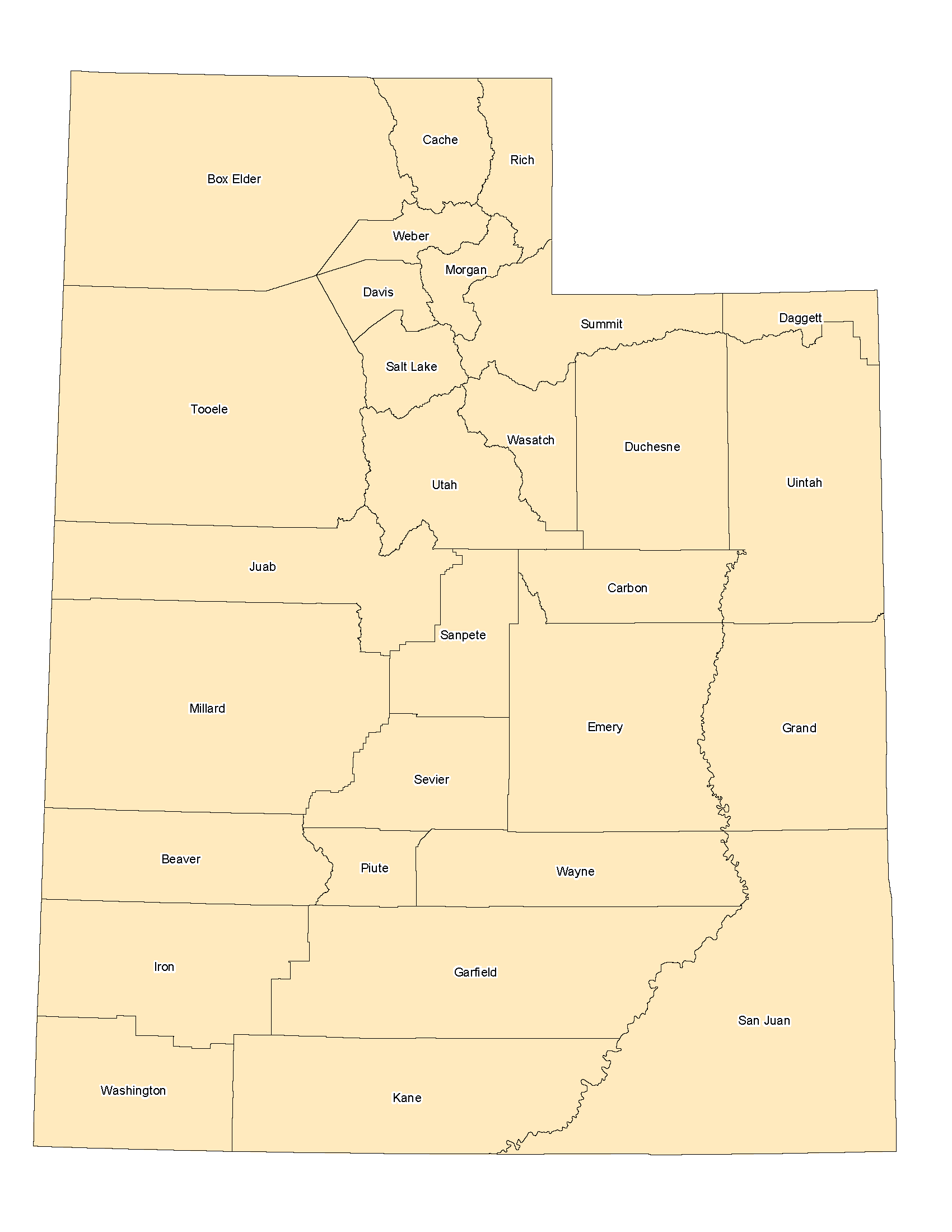
County's van Utah

| County     | Inwoners 1 juli 2007 | Hoofdplaats    | Inwoners 1 juli 2007 |
| ---------- | -------------------- | -------------- | -------------------- |
| Beaver     | 6090                 | Beaver         | 2564                 |
| Box Elder  | 47.846               | Brigham City   | 18.544               |
| Cache      | 108.887              | Logan          | 47.965               |
| Carbon     | 19.634               | Price          | 8174                 |
| Daggett    | 927                  | Manila         | 298                  |
| Davis      | 288.146              | Farmington     | 16.548               |
| Duchesne   | 16.216               | Duchesne       | 1553                 |
| Emery      | 10.339               | Castle Dale    | 1569                 |
| Garfield   | 4529                 | Panguitch      | 1473                 |
| Grand      | 9023                 | Moab           | 4868                 |
| Iron       | 43.526               | Parowan        | 2631                 |
| Juab       | 9604                 | Nephi          | 5231                 |
| Kane       | 6523                 | Kanab          | 3769                 |
| Millard    | 11.949               | Fillmore       | 2124                 |
| Morgan     | 8357                 | Morgan         | 3270                 |
| Piute      | 1341                 | Junction       | 163                  |
| Rich       | 2094                 | Randolph       | 470                  |
| Salt Lake  | 1.009.518            | Salt Lake City | 180.651              |
| San Juan   | 14.484               | Monticello     | 1956                 |
| Sanpete    | 24.644               | Manti          | 3232                 |
| Sevier     | 19.702               | Richfield      | 7119                 |
| Summit     | 35.541               | Coalville      | 1374                 |
| Tooele     | 54.914               | Tooele         | 29.460               |
| Uintah     | 29.042               | Vernal         | 8403                 |
| Utah       | 483.702              | Provo          | 117.592              |
| Wasatch    | 20.535               | Heber City     | 9715                 |
| Washington | 133.791              | St. George     | 71.161               |
| Wayne      | 2520                 | Loa            | 506                  |
| Weber      | 221.846              | Ogden          | 82.702               |

Alabama · Alaska · Arizona · Arkansas · Californië · Colorado · Connecticut · Delaware · Florida · Georgia · Hawaï · Idaho · Illinois · Indiana · Iowa · Kansas · Kentucky · Louisiana · Maine · Maryland · Massachusetts · Michigan · Minnesota · Mississippi · Missouri · Montana · Nebraska · Nevada · New Hampshire · New Jersey · New Mexico · New York · North Carolina · North Dakota · Ohio · Oklahoma · Oregon · Pennsylvania · Rhode Island · South Carolina · South Dakota · Tennessee · Texas · Utah · Vermont · Virginia · Washington · West Virginia · Wisconsin · Wyoming